# Molophilus equisetosus
Molophilus equisetosus är en tvåvingeart som beskrevs av Alexander 1934. Molophilus equisetosus ingår i släktet Molophilus och familjen småharkrankar. Inga underarter finns listade i Catalogue of Life.